# Laurent Grasso
Pour les articles homonymes, voir Grasso.
Laurent Grasso (né le 3 octobre 1972 à Mulhouse) est un  artiste installationniste et vidéaste français contemporain.
Il vit et travaille à Paris et New York.

## Biographie
Diplômé de l'École nationale supérieure des beaux-arts de Paris en 2001, Laurent Grasso a également étudié à la Cooper Union School à New York, à la Central Saint Martins School of Art de Londres et au Fresnoy, Studio National des Arts Contemporains à Tourcoing. Résident du Pavillon du Palais de Tokyo en 2001 et de l’International Studio & Curatorial Program à New York en 2007, il fut pensionnaire de la villa Médicis à Rome en 2004. Laurent Grasso est lauréat du prix Altadis en 2005 et du prix Marcel-Duchamp en 2008. En 2015, il est nommé chevalier de l’ordre des Arts et des Lettres.

## Commandes publiques et privées
- Revolving History, commande publique dans le cadre du 1% de la Ville de Rennes. Installation sur le Couvent des Jacobins, en plein cœur de Rennes, Rennes, 2018
- SolarWind, installation lumineuse, commande publique dans le cadre du 1% pour la SEMAPA, en collaboration avec le CNES, Silos Ciments Calcia, Paris, 13e Arrondissement, 2016[8]
- Installation dans le hall du Teater de Kom, commande publique de la ville de Nieuwegein, Pays-Bas, 2013[9]
- Sphère géodésique, commande publique de l’Institut d’optique, Talence (Bordeaux), 2013[10]
- Anechoic Pavilion, micro-architecture, Pier 4, Hong Kong, 2012[11]
- Du Soleil dans la Nuit, installation néon, toit de la Samaritaine, Nuit Blanche, 2012[12]
- Sphères géodésiques et néon, commande publique de la ville d’Edmonton, Canada, 2011-2013[13]
- Memories of the Future, installation néon, Leeum, Samsung Museum of Art, Séoul, Corée du Sud, 2010[14]
- Souvenirs du Futur, installation néon, remparts de la ville de Québec, Manifestation d’art de Québec, 2010[15]
- Nomiya, micro-architecture, toit du Palais de Tokyo, 2009-2011[16]
- Infinite Light, installation néon, passerelles du Hunter College, New York, Lexington Avenue, 2008[17]

## Ouvrages
- Laurent Grasso. Soleil Double, textes de Amelia Barikin, Teresa Castro, Jean-Hubert Martin, Paris, Dilecta / galerie Perrotin, 2015
- Laurent Grasso: Uraniborg, textes de Marie Fraser, Marta Gili, Hélène Meisel, Sébastien Pluot, Mathilde Roman, Paris, Skira/Flammarion, 2012
- Laurent Grasso: Future Archeology, textes de Nikita Yingqian Cai, Pierre Arnauld, Virginie Schmitt, Hong Kong, Edouard Malingue Gallery, 2012
- Laurent Grasso: Le rayonnement du corps noir, textes de Elie During, Yoann Gourmel, Christophe Kihm, Claire Staebler, Marc-Olivier Wahler, Dijon, Les Presses du Réel, 2009
- Laurent Grasso: The Horn Perspective, textes de Jean-Pierre Bordaz, Michel Gauthier, Paris, Centre Pompidou, 2009
- Laurent Grasso: Neurocinema, textes de Ali Akay, Yoann Gourmel, Istanbul, Akbank Sanat, 2008
- Laurent Grasso, textes de Christophe Kihm, Claire Le Restif, Paris, Actes sud/Altadis, 2006